# Étienne Baudry
Étienne Baudry OCSO Taufname Jean; (* 19. Mai 1940 in Chavagnes-en-Paillers) ist ein französischer Zisterzienser. Von 1987 bis 2004 amtierte er als Abt des Klosters Bellefontaine.

## Leben
Nach Ende seiner Schulzeit nahm Étienne Baudry am Priesterseminar der Diözese Luçon ein Studium der Philosophie und Theologie auf. Am 25. September 1966 trat er der Zisterzienserabtei des Klosters Bellefontaine in Bégrolles-en-Mauges bei, wo er am 7. April 1966 die einfache Profess ablegte. Nachdem er seine theologischen Studien an der Universität Angers beendet hatte, ging er nach Rom, wo er an der  Universität Gregoriana sein theologisches Lizentiat erhielt. Nach der feierlichen Profess am 8. Dezember 1973 empfing er am 23. Juli 1974 die Priesterweihe. 1977 übernahm er die verantwortliche Position für die in der Abtei publizierte Schriftenreihe Éditions Monastique. Novizenmeister wurde er 1978. Baudry wurde am 8. September 1987 zum Abt gewählt und am 14. November 1987 von Bischof Jean Orchampt benediziert. Am 17. April 2004 trat er von seinem Amt als Abt zurück, sein Nachfolger wurde Jean-Marc Chéné.

## Veröffentlichungen
- Les idées de Jean Chauvin, E. Dentu, Paris, 1869. OCLC 456900618
- Mit Marc Lafontaine und Siluan: Le Mont Athos : un itinéraire photographique, Brepols, [Turnhout, Belgique], 1992. OCLC 28401013